# 大村英之助
大村 英之助（おおむら えいのすけ、1905年10月13日 - 1986年3月23日）は、日本の映画プロデューサー、実業家。
1935年、芸術映画社社長となり、文部大臣賞を受けた石本統吉監督の記録映画『雪國』、瀬尾光世監督・撮影の長編アニメーション映画『桃太郎の海鷲』のプロデューサーとしても知られる。戦後も1961年、持永只仁、松本酉三とともに、人形アニメの会社「MOMプロダクション」（後にビデオ東京プロダクションに再編）を設立。第7回モスクワ国際映画祭児童映画部門銀賞、1972年度教育映画祭最高賞を受賞した人形アニメーション『てんまのとらやん』の企画を担当した。
一方、東京帝国大学経済学部在学中に日本共産党に入党し、地下活動に入り、何度も検挙され、戦後は一時、日本共産党の文化部長を務める。1950年、共産党が分裂した後、地下組織の財政担当者となったとされる。また、北朝鮮を「労働者の天国」として描いた宮島義勇監督の記録映画『チョンリマ（千里馬）』のプロデュースを担当した。

## 経歴

### マルクスボーイとして
- 1905年10月13日、朝鮮総督府鉄道局長、満鉄総裁などを務めた大村卓一の二男として、北海道で生まれる。植村甲午郎、その弟の植村泰二とは従兄関係。二高時代に兄大村博の影響を受けて無名会という社会科学研究会に参加[7]。
- 1929年、東京帝国大学経済学部在学中に日本共産党に入党[5]。「四・一六事件」で検挙[7]。
- 1930年、再び検挙[7]。
- 1932年、東京帝大経済学部卒業後、京都府立医科大学の出身で日本プロレタリア映画同盟にいた松崎啓次、京都の新興キネマの労働争議に関係していた木村荘十二とともに、音画芸術研究所を設立[5]。PCLに入社するが、同年逮捕され、2年間の入獄[7]。

### 芸術映画社（GES）創業、文部大臣賞受賞
- 1935年、出獄後、染谷格（後にテアトロ誌の発行人となる）らと芸術映画社（GES）を創業[1][7]。第1回作品は『朝鮮の旅』[1]
- 1938年2月、新庄市の積雪地方農村経済調査所を中心に組織された『民芸の会』の東京学士会館での第一回の会合に参席[8]。同年、芸術映画社機関紙『文化映畫研究』（1940年まで）を発行。
- 1939年、日本民芸協会（柳宗悦によって設立）と積雪地方農村経済調査所の取り組みから生まれた日本雪氷協会の監修による石本統吉監督の記録映画『雪國』をプロデュース。文部大臣賞受賞。

### 『桃太郎の海鷲』と芸術映画社の終焉
- 1942年、元・日本プロレタリア映画同盟の佐々元十が編集長を務める「文化映画」誌1942年3月号の「座談会　大東亜戦と文化映画」に陸海軍の映画担当者や文化映画の指導的立場にあった文部省社会教育局の三橋逢吉や津村秀夫、村治夫と出席。中国南部の大河を題材にした記録映画『珠江』（石本統吉、亀田利喜夫、八名正共同演出）を中華電影公司製作部長だった松崎啓次とともに製作。ロケ中に同公司製作部次長で台湾出身の文学者劉吶鴎が暗殺される[9]。
- 1943年3月、政府から受託したアニメーション『桃太郎の海鷲』公開。同年、芸術映画社が朝日映画社に統合される。製作部長となる[10]。

### 戦後の混乱期
- 1946年1月4日、土方与志とともに、日本移動映写連盟（1944年8月26日結成）会長の肩書きで、芸術分野から日本放送協会放送委員会の顧問委員会委員の17人のひとりに選ばれる[11]。同年3月、朝日映画社製作局長となるも、9月には辞任[12]。その後、日本民主主義文化連盟理事長[5]、日本共産党文化部長を歴任。党分裂後は、地下組織の財政責任者となったとされている[6]。
- 1957年8月、初代責任者を務めたとされる[5]「トラック部隊」に関して警視庁などによる商法違反容疑一斉捜索・摘発で検挙された[7]。

### 人形アニメ製作から晩年へ
- 1961年、戦前の芸術映画社時代の部下である持永只仁、松本酉三とともに、人形アニメの会社「MOMプロダクション」設立[2]して、米ランキン=バス・プロダクションの下請けを行う。岡本忠成も入社。
- 1964年、北朝鮮を取材した宮島義勇監督の記録映画『チョンリマ（千里馬）』（チョンリマ製作委員会＝共同映画）[13]をぬやまひろし、松本酉三と共同で製作。
- 1971年、「MOMプロダクション」の後身であるビデオ東京プロダクション（河野秋和代表取締役）製作の人形アニメーション『てんまのとらやん』の企画を担当。第7回モスクワ国際映画祭児童映画部門銀賞、1972年度教育映画祭最高賞を受賞した。
- 1980年、『文化評論』誌（新日本出版社）5月号にエッセイ「本郷新と私」を寄稿[14]。
- 1984年、野村企鋒監督の自由民権百周年記念映画『秩父事件—絹と民権』（青銅プロ）を監修[5]。
- 1986年3月23日、死去。